# Ак-Терекский аильный округ
Ак-Терекский аильный округ (аймак) — административная единица в Тонском районе Иссык-Кульской области Кыргызстана.
Код COATE — 41702 225 805 00 0

## Население
По данным переписи 2022 года, в аильном округе проживало 9 927 человек.

## Известные уроженцы
- Иманбек Текеев — киргизский юрист, председатель Главного суда Киргизской АССР (1927).
- Намазалы Тюменов — бригадир плотников Балыкчинского строительно-монтажного управления треста «Чуйпромстрой» Министерства строительства Киргизской ССР. Герой Социалистического Труда (1971).

## Административное деление
В состав Ак-Терекского аильного округа ныне входят населённые пункты:
- Кара-Коо
- Ала-Баш
- Бар-Булак
- Дён-Талаа
- Комсомол
- Кызыл-Туу

## Галерея

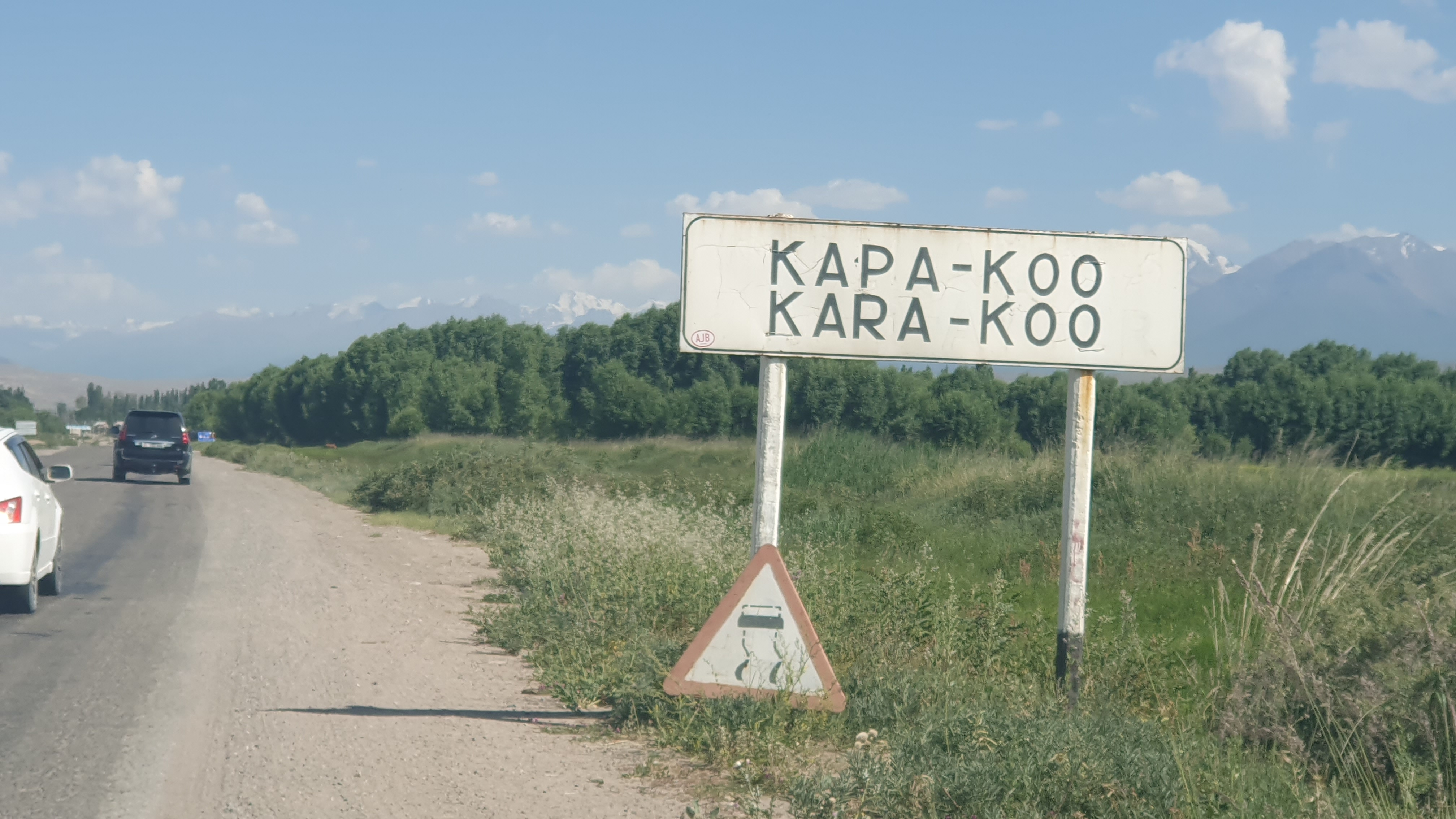
Въезд в село Кара-Коо

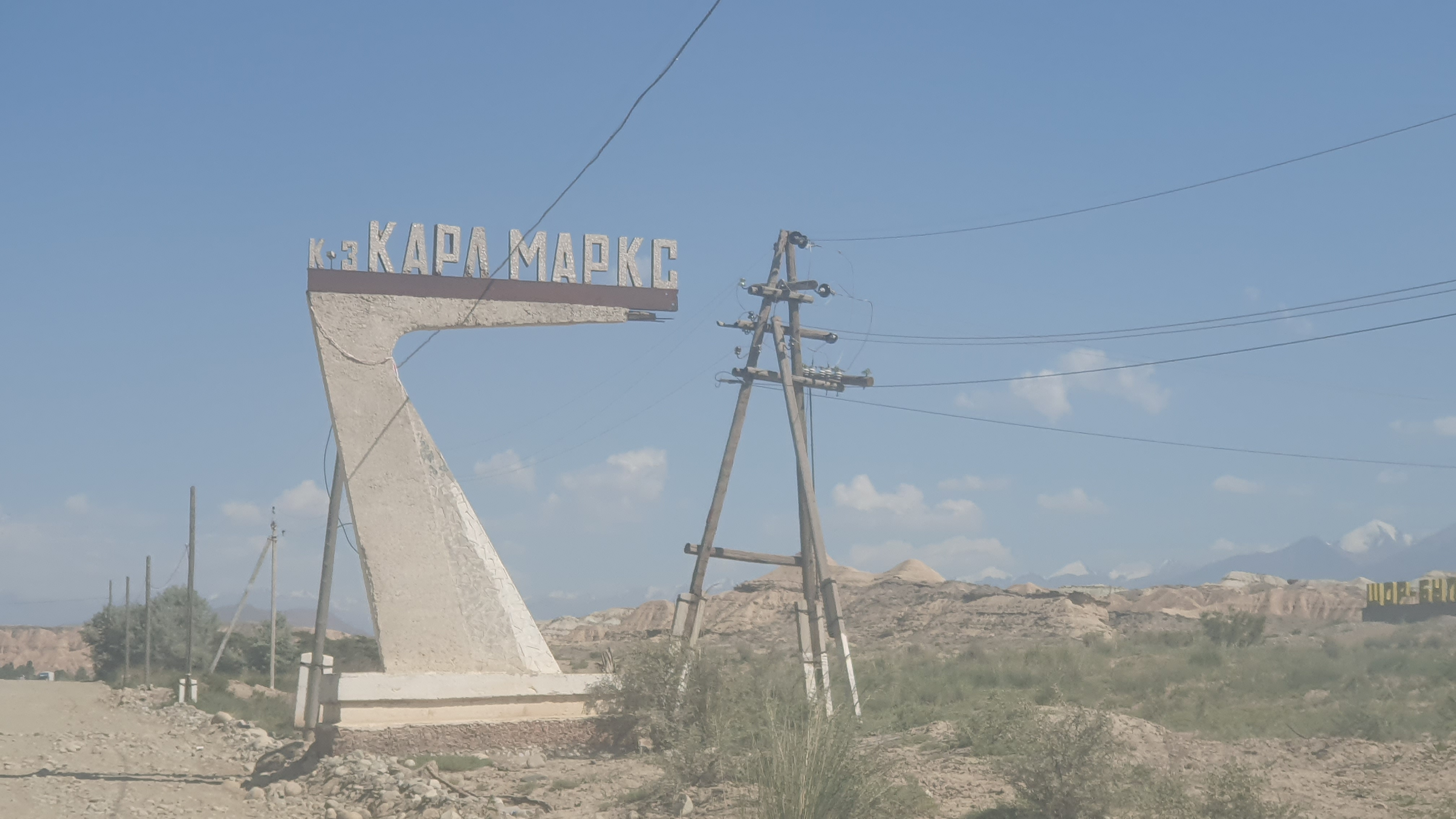
Прежнее название села Кара-Коо — Карл-Маркс

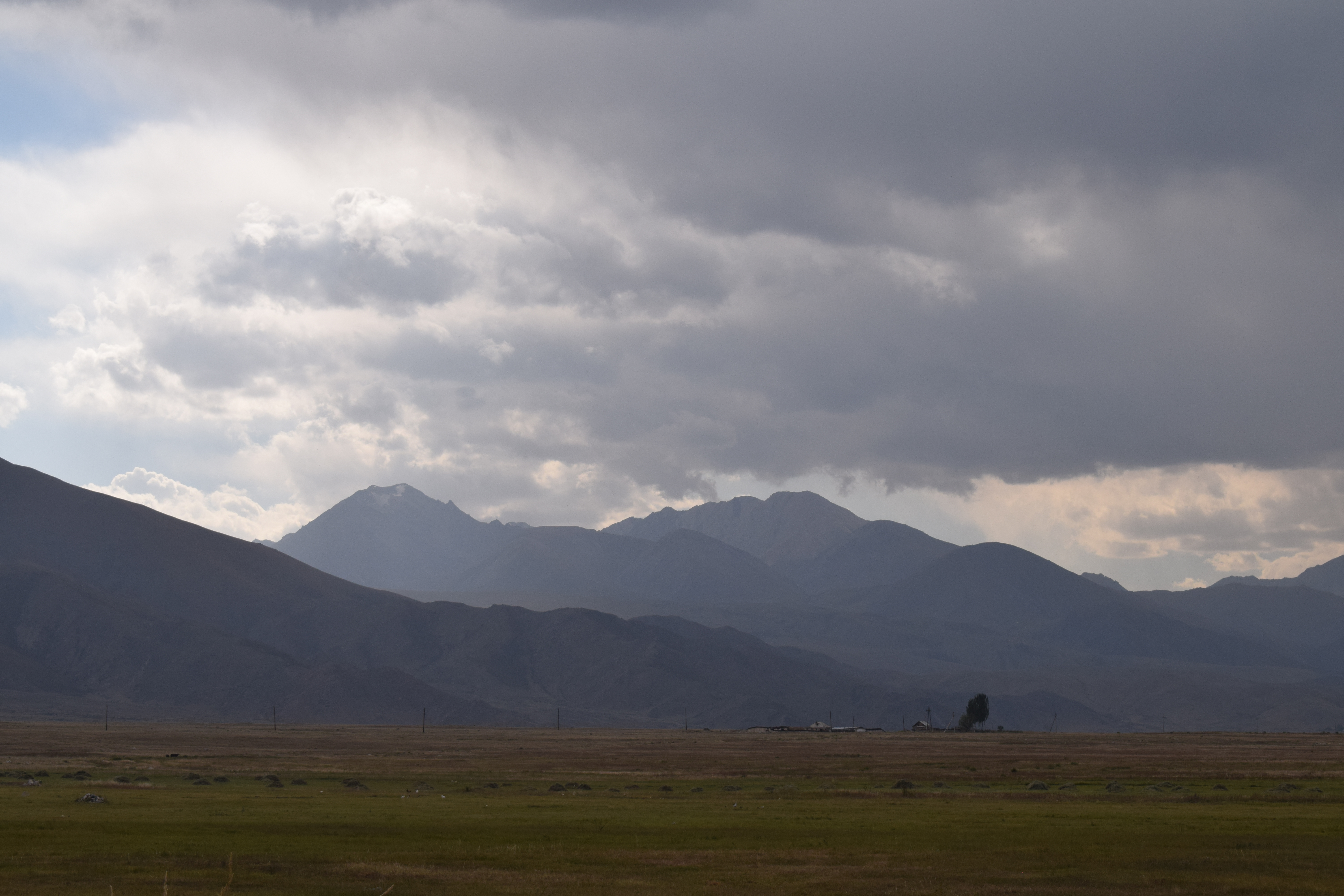
Долина Ала-Баш, вид с Терскей-Ала-Тоо

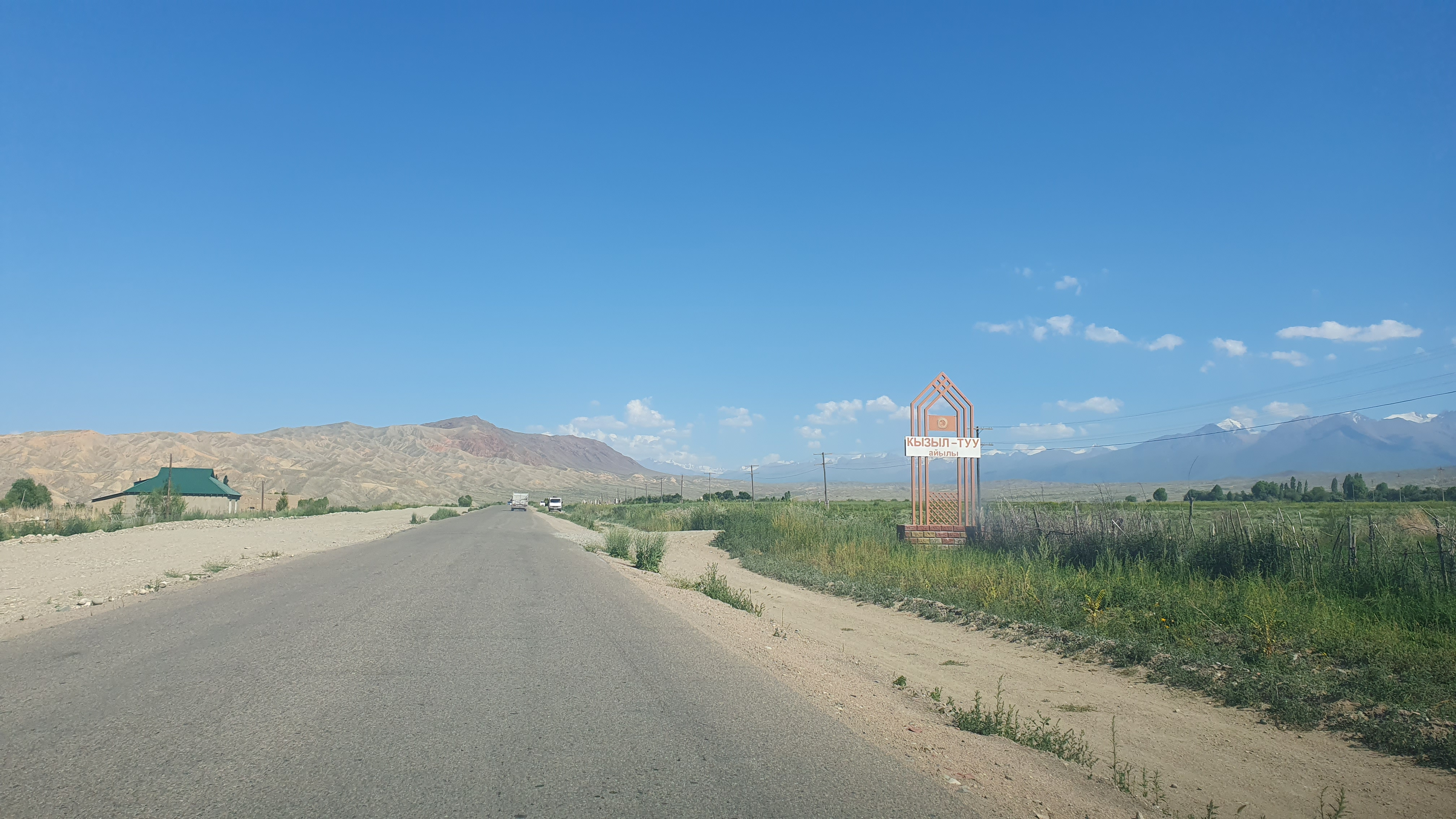
Дорога перед въездом в село Кызыл-Туу

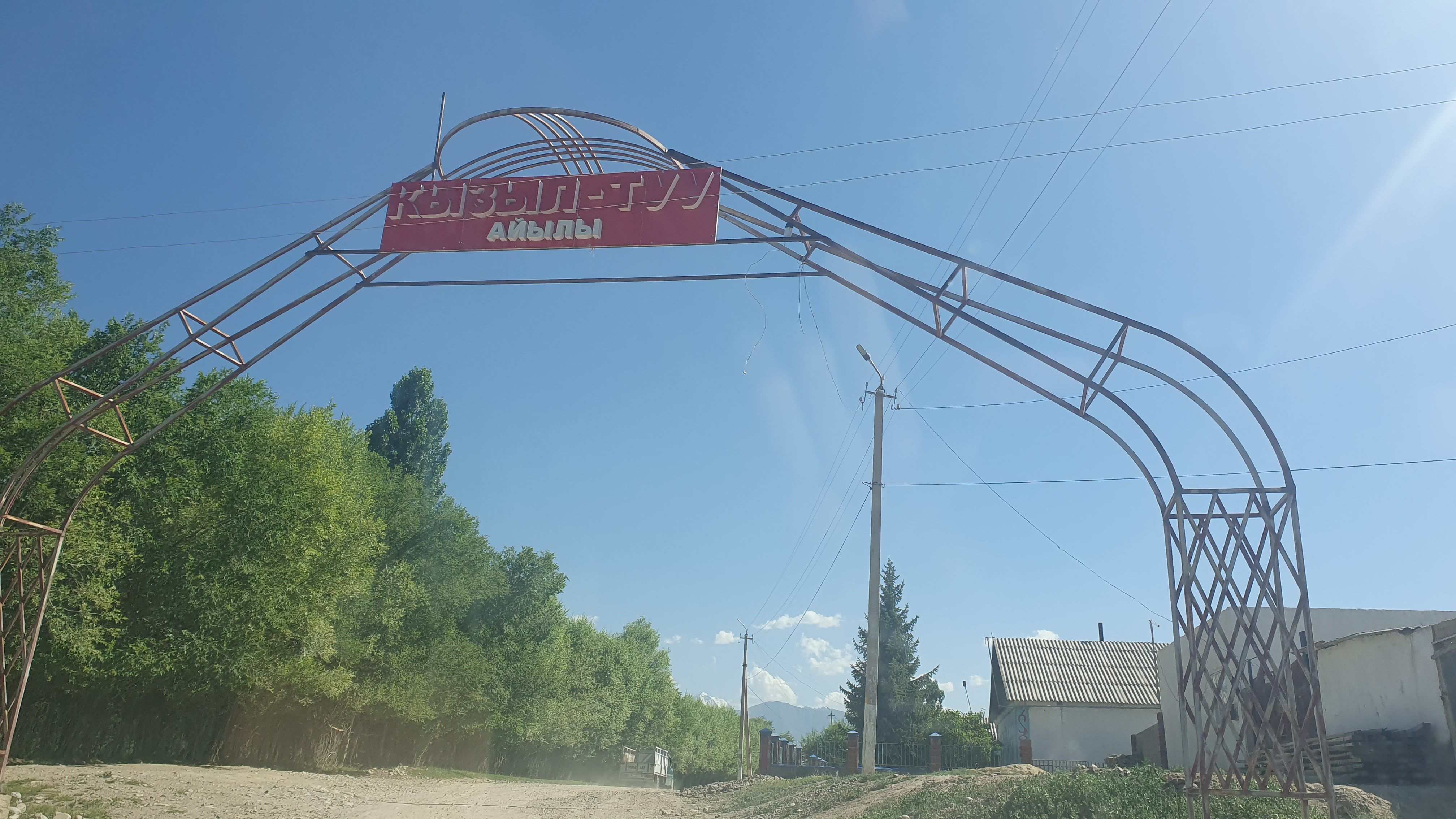
Въезд в село Кызыл-Туу

## Примечание
1. ↑  Государственный классификатор система обозначений объектов административно-территориальных и территориальных единиц Кыргызской республики. Архивная копия от 18 марта 2018 на Wayback Machine — Бишкек: Национальный статистический комитет Кыргызской республики, 2017.
2. ↑  Численность населения областей, районов, городов,поселков городского типа, айылных аймаков и айылов (сел) Кыргызской Республики Архивная копия от 10 ноября 2021 на Wayback Machine (на 2022 год).